# Tiberiu Rusu
Tiberiu Rusu – rumuński lekkoatleta, skoczek wzwyż. Reprezentant kraju podczas igrzysk w Amsterdamie (1928). Na tych zawodach zajął 28. miejsce w eliminacjach skoku wzwyż mężczyzn z wynikiem 1,70 m. Swój rekord życiowy w tej konkurencji ustanowił w 1925 – 1,81 m.

## Rekordy Rumunii
- 1,73 m (27 sierpnia 1922, Timișoara)[1]
- 1,76 m (24 września 1922, Petroszany)[1]
- 1,77 m (28 lipca 1923, Braszów)[1]
- 1,78 m (26 sierpnia 1923, Timișoara)[1]
- 1,81 m (4 października 1925, Braszów)[1]